# Kanton Clichy
Kanton Clichy (fr. Canton de Clichy) je francouzský kanton v departementu Hauts-de-Seine v regionu Île-de-France. Tvoří ho pouze centrum a sever obce Clichy. Jižní část patří do kantonu Levallois-Perret-Nord.